# Douglas (perfumeria)
Parfümerie Douglas GmbH, znana jako Douglas – niemiecka sieć perfumerii, specjalizująca się w sprzedaży kosmetyków zarówno dla mężczyzn, jak i dla kobiet.
Początek koncernowi Douglas dała fabryka artykułów kosmetycznych w Hamburgu, założona w 1821 roku. Sieć perfumerii obecna jest w 21 krajach Europy oraz w Stanach Zjednoczonych.

## Historia
5 stycznia 1821 roku przybyły ze Szkocji mydlarz John Sharp Douglas otworzył w Hamburgu fabrykę artykułów kosmetycznych. Jego produkty z zaskakującą szybkością zyskały uznanie mieszkańców oraz zdobywały kolejne nagrody i odznaczenia. W roku 1851, dzięki międzynarodowej wystawie mydeł w Londynie, manufaktura Sharpa mogła pochwalić się światową popularnością. Po śmierci założyciela fabrykę przejęli jego synowie i nadali firmie nazwę J.S. Douglas Söhne. Po wielu latach prowadzenia fabryki przez członków rodziny Sharp, 24 maja 1910 roku licencję na nazwę Douglas przejęły siostry Anna i Maria Carstens i otworzyły pierwszą perfumerię. Obie siostry zmarły bezdzietnie, majątek zostawiając dzieciom chrzestnym.
Wszystkie sześć istniejących filii perfumerii Douglas przejął w roku 1969 dr Jörn Kreke, prezes zarządu spółki akcyjnej Hussel (przekształconej w roku 1989 w Douglas Holding AG) i otworzył pierwszą perfumerię Douglas poza terenem Hamburga, w położonym dalej na południe Darmstadt. W latach siedemdziesiątych zaczęto międzynarodową ekspansję na kontynencie europejskim, zakładając pierwsze sklepy w Austrii. Lata osiemdziesiąte obfitowały w rozwój w kolejnych krajach, m.in.: Holandii, Stanach Zjednoczonych czy Francji. W następnej dekadzie dołączyły perfumerie w Szwajcarii, Hiszpanii i Portugalii. Natomiast w ciągu ostatnich dwóch dziesięcioleci otwarto kolejne sklepy w Polsce, Monako, Czechach, Turcji, Rumunii, Bułgarii, Chorwacji, a także na Węgrzech, Litwie i Łotwie.
Największy sklep perfumerii Douglas znajduje się przy ulicy Zeil we Frankfurcie nad Menem, która jest jedną z najbardziej znanych ulic handlowych w Niemczech. Powierzchnia tej filii wynosi 3 tysiące metrów kwadratowych. Od kilku lat Douglas oferuje swoim klientom także usługi salonów fryzjerskich oraz SPA. Ponadto produkty perfumerii Douglas zamawiać można w sklepach internetowych. Po przejęciu sieci w grudniu 2012 roku przez amerykański fundusz Advent International, Douglas zadeklarował obszerne inwestycje w segment e-commerce i dalszy rozwój sklepów internetowych na terenie całej Europy.